# Courtenay (Loiret)
Courtenay è un comune francese di 3 914 abitanti situato nel dipartimento del Loiret nella regione del Centro-Valle della Loira.

## Storia

### Simboli
Lo stemma del comune riprende il blasone dell'antica casata di famiglia Courtenay.

## Società

### Evoluzione demografica
Abitanti censiti